# America's Army
America's Army (förkortat AA) är ett gratis datorspel från 2002 och är en taktisk first person shooter som bygger på Unreals grafikmotor Unreal Engine. Spelet produceras av den amerikanska armén för att öka rekryteringen. De senaste åren används det även inom amerikanska armén och marinkåren för att utvärdera nya vapensystem för infanteri och marinkårsenheter. 
Det är känt för sin realism och spelkänsla. Röstkommunikation via Teamspeak finns inbyggt i spelet.

## Spelupplevelse
Beroende på vilken roll man väljer i spelet får man olika vapen. Från och med version 3 finns M16, M4A1, M16 med ACOG-riktmedel i skarpskyttsroll, M16 med granatkastaren M320 samt M249 SAW. De fientliga styrkorna har ett motsvarande vapensystem kallat Obran, vilket är påhittat just för spelet men lånar likheter från andra vapen så som Galil. Olika typer av granater finns att använda.
Tidigare versioner av spelet hade även med prickskyttegevären M24 och Barret M82. Fienden var där beväpnad med vapen ur AK-linjen, så som AK-47, RPK och AK-74SU.
I spelet finns ett rankningssystem, kallat Honor, som sträcker sig från 0 till 100. I version 3 är Honor ett medelvärde av sex andra egenskaper som tillsammans med Honor bildar akronymen LDRSHIP. Dessa är Leadership, Duty, Respect, Selfless service, (Honor,) Integrity och Personal courage. Dessa egenskaper är baserade på de förmågor som amerikanska armén premierar hos varje enskild soldat. Genom att uppföra sig på ett korrekt vis, exempelvis utföra uppdrag, hjälpa skadade medspelare och inte bryta på krigets regler, ökar de olika egenskaperna och därmed även spelarens Honor, som i sin tur ger nya grader inom underofficersskalan; från private till Sergeant Major of AA.
För att få tillgång till ny utrustning krävs det att man genomgår träning. För att spela träningsbanorna krävs att man har ett visst antal poäng, som man då får när man spelar online. Utrustningen som låses upp är sådant som M4A1, rödpunktssikte, granatkastare, spränggranater och optiskt riktmedel.

## Utgivna spel

### America's Army
Den 4 juli 2002 släpptes den ursprungliga versionen av spelet som använder sig av spelmotorn Unreal Engine 2. 

### America's Army 2
Den 6 november 2003 släpptes uppföljaren under namnet America's Army: Special Forces.

### America's Army 3
Den 7 juni 2009 släpptes version 3 av spelet som använder sig av Unreal Engine 3.

### America's Army: Proving Grounds
Den 27 juni 2017 släpptes det fjärde spelet i serien till Playstation 4.